# 2021年—2022年馬來西亞洪災
2021年－2022年马来西亚洪灾是从2021年12月16日开始發生在馬來西亞的洪災，熱帶低氣壓29W在马来西亚半岛地区东海岸登陆後，给整个马来西亚半岛地区带来了三天的倾盆大雨。洪災至少波及马来西亚八个州或直辖区，釀成至少46人死亡、五人失蹤，超過七萬人流離失所。
此次水災為繼2014–2015年馬來西亞洪災後受災人數最多的一次，亦有人將其與1971年發生在吉隆坡的大水災相提并論，政府官員則稱此為“百年一遇”。29W亦成為1996年以來在馬來西亞造成最多人員傷亡的熱帶氣旋，當年熱帶低氣壓格雷格壓境導致340人罹難。
雪蘭莪與吉隆坡的气象站测得了创纪录的降水量。彭亨和雪兰莪傳出嚴重災情，其中又以乌鲁冷岳县及莎阿南市最受波及。马来西亚政府面對災情卻應對迟缓、救災不力，遭到猛烈抨擊。科学家、气候活动家和媒体都指出，这起事件与全球暖化导致的极端天气有关。

## 應災措施
由於受東北季候風吹襲，年終時期馬來西亞洪水頻發，其中又以半岛东海岸最常受災。有鑒於此，馬來西亞各政府單位如武裝部隊、民防部隊、消防及拯救局等均事先為洪災做好準備，常年受波及地區預備尤爲充裕。馬來西亞國家天災指揮中心在全國預先指定了5,731所臨時疏散中心，可為160萬災民提供庇護；東海岸州屬吉蘭丹的社會福利部則撥出馬幣130萬作爲救災基金。
2021年12月16日，馬來西亞氣象局對吉蘭丹與登嘉樓發出惡劣天氣橙色預警，警告當地六個小時内降雨量將超過60毫米；另對彭亨、霹靂、吉打及檳城發佈低一級的黃色預警，預示當地未來一至三日會有持續暴雨，國家水災預測及警示中心在同日對吉蘭丹瓜拉吉賴縣及日里縣發佈水災預警；國家天災指揮中心隨即指示州級及縣級天災管理委員會即刻投入運作。2021年12月17日，氣象局對登嘉樓州甘馬挽及彭亨州關丹發出最高級別的紅色暴雨預警，意即當地24小時内降雨量將超過150毫米，此亦爲是次洪災期間氣象局首度發佈紅色預警。接下來兩三日内，氣象局不斷更新暴雨警告，西馬各地區均被歸類在黃色及橙色預警區，直至18日下午二時，氣象局首度對首都吉隆坡及環繞其的雪蘭莪發出紅色暴雨警告，隨後更將之擴展至鄰近的霹靂及彭亨部分地區。19日晚，氣象局正式取消對上述地區發出的黃色、橙色及紅色警告，并表示天氣將逐漸轉好。傍晚5时，仁嘉隆因雷雨下得非常大而导致水灾，这场水灾的周围排水沟的水溢出不到一英尺，还淹至附近的莲花超市及宜康省超市。据其主管诺拉赞·哈米斯 (Norazam Khamis) 指出，昨天下午5时以来的大雨导致该地区被洪水淹没，随后直落邦里玛嘉朗消防局的救援队被部署到那里监测情况。
2021年12月18日晚，吉冷結水壩因水位達危險水平，開始分階段釋出百分之二十五的生水，峇都水壩同樣泄洪；吉蘭丹各縣水災行動中心在當晚全部投入運作。同日晚上，马来西亚环境及水务部长端依布拉欣端曼發佈緊急文告稱流經吉隆坡的四條主要河流已超過危險水位，要求各造做好應急措施。精明隧道全力運作22小時後從巴生河及安邦河疏導了五百萬立方米的洪水，避免吉隆坡市淪爲水鄉澤國。疏散至救災中心的災黎及中心職員均需進行2019冠狀病毒病篩檢，避免疫情暴發。

## 受災情況
熱帶低氣壓29W過境半島中部時帶來了長命暴雨，多個氣象站測得史上最高的降雨量。其中，吉隆坡冼都錄得單日最高降雨量363（14.3英寸），相等於該地區整整一個月的降雨量。敦拉薩路的布諾斯河（Sungai Bonus）降雨量為273（10.7英寸），增江測得258（10.2英寸），鹅唛的雨量也高達247（9.7英寸）。
災情最嚴峻時期，全國受影響的八個州屬超過71,000人需撤離家園尋求庇護。國家天災管理機構在12月21日將災黎人數下修爲69,134人；全国总警长阿克里·沙尼公佈的數據則為68,341人。
聯邦大道、新巴生河流域大道（NKVE）及吉隆坡－加叻大道均有路段發生土崩及被洪水淹沒，車輛完全無法通行。其中有約450名駕駛人士及乘客被洪水困在加叻大道進退不得，兩日後方才獲救；另有226人則受困於新巴生河流域大道。哥文寧–莎阿南大道因有輕微積水關閉兩天。國家天災管理機構預測全國共有224條道路（126條州道、98條聯邦公路）受水災影響禁止通車。另外，六個州屬共333座轉電站因安全考量暫停運作，導致多個地區停電。
截至2021年12月24日，撤離至疏散中心的災黎中共檢出405宗2019冠狀病毒病病例。卫生部长凯里·嘉马鲁丁警告此次洪災有可能造成國内疫情惡化。

### 吉蘭丹
熱帶低氣壓29W率先為位於半島東海岸的吉蘭丹帶來龐大雨水。2021年12月16日，該州五條河流水位上升，其中三條隔天暴漲至危險水位。17日，該州多縣傳出汛情，548名災黎獲疏散至四個縣區的八所庇護中心，其中兩人被檢出為冠病患者，被轉移至話望生醫院接受治療。
2021年12月18日，巴西馬也被洪水攻陷，該州五縣共開放17所疏散中心供1,084名受災居民尋求庇護，當日晚些時候災民人數上漲至2,632人。警方在首府哥打巴鲁的蘇丹碼頭（Sultan's Pier）駐守，禁止公衆因河水氾濫而聚集觀河。接下來幾日災黎陸續返家，24日仍有974人留守在五所臨時疏散中心。

## 反应
2021年12月21日，仍在医院接受观察的马来西亚前首相马哈迪·莫哈末于部落格发长文促请各党停止政治纷争，以便专注于帮助全国因水灾而流离失所的数万名灾黎。他指出，袭击马来半岛的大水灾显示了气候危机的存在，因此马来西亚必须为更多的自然灾害做好准备，这些自然灾害可能比目前发生的情况更糟。马哈迪说：“我们现在正面对气温上升，是地球经历变化的一部分。它可能会变得更糟。我们需要为这种变化做好准备。我们必须预测更多的自然灾害。”

## 轶事
2021年12月13日，ViralCham!媒体报道马来西亚曾在1971年12月发生洪灾。恰巧2021年12月马来西亚也发生了洪灾。而吉隆坡独立广场与苏丹阿都沙末大厦也在1971年与2021年经历过水灾。